# Керменчик (крепость)
Керменчик (также Кермен-Кале; крымскотат. Kermençik, Керменчик) — условное название средневековой крепости княжества Феодоро, расположенной в Бахчисарайском районе Республики Крым, на горе Крепость, примерно в 300 м к юго-западу от села Высокое (которое ранее, по крепости, носило название Керменчик), на высоте более 700 метров над уровнем моря. Решением Крымского облисполкома № 164 от 15 апреля 1986 года руины крепости объявлены историческим памятником регионального значения.

## Описание
Руины крепости площадью 0,31 гектара (размеры 100 м с юга на север и 40 м с запада на восток) располагаются на скалистой вершине, доступной со всех сторон, крепостные стены имели длину по периметру 230 м; с наиболее пологой южной стороны находилась четырёхугольная башня-донжон (размерами 6,0×8,0 м), вход в замок располагался в 20 м к востоку от башни. Стены были сложены из бута на песочно-известковом растворе с применением деревянных связей, толщина стен у основания 1,5—1,7 м, на уровне парапета сужается до 1,2—1,5 м (реконструированная высота куртины с парапетом определяется в 8,7—8,8 м с деревянными подмостками по верху для защитников крепости). Сейчас замок представляет собой в основном развалы камней поросшие лесом, лишь на юго-западном участке фрагмент куртины сохранился на высоту 6,8 м

## История
Время строительства замка определяется весьма приближённо, потому версии учёных расходятся. А. Л. Якобсон предполагал, что поселение существовало уже в X веке, но это не подтверждается данными археологии. А. Л. Бертье-Делагард датировал крепость (основываясь на характерных особенностях кладки оборонительных стен) XIII—XIV веком. Раскопки 2006 года В. В. Юрочкина позволили определить «двухслойность» памятника — были выявлены немногочисленные материалы XIII и XV века, следовательно, в истории крепости было два периода: основание в XIII веке и новый всплеск жизни, который историки связывают с временем Генуэзско-феодоритская войны 1433—1441 годов. Тогда особую значимость в организации обороны на подступах к Мангупу приобрели три замка, расположенные у стратегически важных путей, ведущих к городу, среди них, на востоке — Керменчик, находившийся в 15 км от столицы. Обследование Керменчика в 1980-е — 1990-е годы определяют период жизни крепости не ранее конца XIII до последней четверти XV века: крепость, видимо, погибла при завоевании османами Крыма в 1475 году.
Впервые название Кирманчик упоминается в материалах османской переписи 1520 года. В научных трудах о нём впервые упоминает П. И. Кеппен в работе 1837 года «О древностях южного берега Крыма и гор Таврических». Более детальное описание памятника сделал в конце XIX века А. Л. Бертье-Делагард, датировавшим крепость (основываясь исключительно на характерных особенностях кладки оборонительных стен) XIII—XIV веком, интерпретируя её как убежище. В свою очередь Е. В. Веймарн называл Керменчик «феодальным замком».